# انقطاع البول

الجهاز البولي
1-الجهاز البولي
2-الكلية
3-حوض الكلية
4-الحالب
5-المثانة البولية
6-الإحليل
7-غدة فوق كلوية
8-شريان و وريد كلوي
9-وريد أجوف سفلي
10-الشريان الأورطي
11-شريان و وريد حرقفي أصلي
12-الكبد
13-الأمعاء الغليظة
14-الحوض

انقطاع البول أو الزرام أو انحباس البول أو توقف الإفراغ البولي هو عدم مرور البول، أو مرور أقل من 100 ملليلتر من البول في اليوم؛ و هو ناتج عن فشل في وظائف الكلى، أو انسداد المجرى البولي بواسطة ورم أو حصوات كلوية، و قد يحدث في المراحل الأخيرة من مرض الكلى المزمن.

## الأسباب
- الفشل الكلوي، و له أسباب عديدة كبعض الأدوية (مثبط الإنزيم المحول للأنجيوتنسين، سيفالوسبورين)، و السكري، و الضغط المرتفع.
- انسداد مجرى البول بسبب حصوات أو أورام، و ارتفاع مستوى الكالسيوم و الأوكسالات و حمض البول في الدم كلها أسباب قد تؤدي لتكوين الحصوات
- تضخم البروستاتا سبب شائع لانسداد مجرى البول في الرجال
- القصور الكلوي الحاد الناتج عن قصور القلب أو التسمم بالزئبق أو العدوى، و غيرها من العوامل التي تؤدي إلى نقص الإمداد الدموي للكليتين، و من ثم عدم إنتاج البول.[6]

## الأعراض
انقطاع البول في حد ذاته عرَض لا مرض، و يكون مصحوباً بأعراض القصور الكلوي كفقدان الشهية و الغثيان و القيء و الضعف؛ بسبب تراكم السموم في الدم و التي تتخلص منها الكلية السليمة.

## العلاج
يعتمد على سبب العَرض فإذا كان بسبب انسداد في مجرى البول يكون العلاج سهلاً عن طريق تركيب قسطرة في المثانة البولية.
و قد يستخدم المانيتول لزيادة كمية الماء في الدم مما يرفع إمداد الكلى بالدم، لكن يمنع استخدامه في حالات انقطاع البول الناتجة عن أمراض الكلى أو الجفاف الشديد أو النزيف داخل الجمجمة (باستثناء أثناء شق الجمجمة) أو الاحتقان الرئوي الحاد و الاستسقاء الرئوي.
كذلك الدكستروز و الدوبيوتامين يستخدمان لزيادة حجم الدم و بالتالي زيادة الإمداد الدموي للكلى خلال 30-60 دقيقة.